# Sindo
Sindo är en ö i Sydkorea.   Den ligger i provinsen Incheon, i den nordvästra delen av landet, 50 km väster om huvudstaden Seoul. Arean är 7,8 kvadratkilometer.
Terrängen på Sindo är platt. Öns högsta punkt är 171 meter över havet. Den sträcker sig 3,8 kilometer i nord-sydlig riktning, och 4,0 kilometer i öst-västlig riktning.  Trakten runt Sindo består i huvudsak av gräsmarker.